# Driver: San Francisco
Driver: San Francisco – piąta część serii gier Driver. Wstępną wersję gry zaprezentowano na targach E3. Gra została wydana w 2011 roku na komputery osobiste oraz konsole PlayStation 3, Xbox 360, Wii przez Ubisoft. Na Nintendo 3DS gra ukazała się pod tytułem Driver: Renegade. 8 marca 2012 została wydana wersja na Mac OS X. Gra została wydana także w edycji kolekcjonerskiej. Twórcą gry jest studio Ubisoft Reflections. W grze zastosowano nowy system "Shift", który pozwala na przenoszenie się z samochodu do samochodu bez wysiadania z niego.

## Rozgrywka
- San Francisco – największe wirtualne miasto w historii gatunku (209 mil kwadratowych)[26].
- System Shift, umożliwia on Tannerowi wcielać się w różne postacie prowadzące samochód[26].
- Dokładnie odwzorowane szczegóły samochodu oraz ich wnętrze[26].
- Rozbudowany model jazdy oraz system zniszczeń[26].
- Tryb gry wieloosobowej[26].
- Długość rozgrywki: od 10 do 12 godzin[27]

## Fabuła
Akcja gry toczy się w San Francisco w Stanach Zjednoczonych kilka miesięcy po wydarzeniach z gry Driv3r. Okazuje się, że główny bohater John Tanner oraz Charles Jericho przeżyli strzelaninę w Stambule w Turcji. Tanner po wypadku zapada w śpiączkę. Otrzymuje dar przejmowania kontroli nad różnymi osobami. John Tanner będzie rywalizował z Charlesem Jericho. W grze zawarto także rozmaite wątki poboczne.

## Wersja kolekcjonerska
Wydana została także wersja kolekcjonerska gry Driver: San Francisco na platformy: PC, PlayStation 3 oraz Xbox 360. W zestawie znajdują się:
- pudełko z grą, instrukcją oraz kodem Uplay, umożliwiającym grę w Sieci
- model samochodu Dodge Challenger R/T z 1970 roku wraz z podstawką
- mapa San Francisco z zaznaczonymi lokacjami w grze
- komiks
- kod odblokowujący 3 dodatkowe samochody w trybie gry wieloosobowej: Aston Martin DB5, Lamborghini Miura i Shelby Cobra oraz 4 nowe wyzwania w trybie gry jednoosobowej: Mass Chase, Russian Hills, Relay Race i Taxi

## Produkcja
Produkcję nowej gry potwierdzono w 2005 roku. Ubisoft zapowiedziało nową odsłonę serii po przejęciu marki od firmy Atari. Dnia 21 kwietnia 2009 roku, firma Ubisoft zarejestrowała grę jako Driver: The Recruit. 23 kwietnia 2010 roku Ubisoft zarejestrował domenę driversanfranciscogame.com, driversanfrancisco.com oraz driversanfran.com. Dnia 27 maja 2010 roku Ubisoft zapowiedział, że wstępna wersja gry będzie prezentowana na targach E3 2010. 7 czerwca 2010 firma Ubisoft opublikowała zwiastun gry. Produkt był też promowany na targach E3 w 2011 roku.

## Odbiór gry

### Nagrody i wyróżnienia
Gra otrzymała nagrodę Best Driving Game of E3 2010 od Ripten. Gra została nominowana przez Kotaku za najlepszą mechanikę z gier na imprezie E3 2010, lecz przegrała z Lost in Shadow.